# Burchard von Schwanden
Burchard von Schwanden, anche Burkhard (Svizzera, ... – 1310), fu il tredicesimo Gran maestro dell'Ordine teutonico dal 1282 o 1283 al 1290.

## Biografia
Burchard proveniva da una famiglia patrizia di Berna in Svizzera. Egli era monaco a Hitzkirch prima di divenire Komtur di Köniz e avanzare, nel 1277 al rango di Komtur regionale di Turingia e Sassonia. Egli divenne Gran Maestro nel 1282 o nel 1283.
Fu durante il suo periodo di regno che il Regno di Gerusalemme ebbe fine tragicamente. Questa situazione influì notevolmente sull'ordine dal momento che il suo quartier generale si situava ad Acri, ma malgrado questo, Burchard non si preoccupò di prestare aiuto ai crociati nel Medio Oriente, dal momento che era occupato nel consolidamento del potere in Prussia, Livonia e nel Sacro Romano Impero.
Nel 1287, un'invasione dei Lituani devastò la Livonia. Burchard lasciò Roma nel 1289 dove, in presenza del Papa, erano stati definiti i nuovi confini dello stato monastico territoriale dell'Ordine dei Cavalieri Teutoni. Burchard ebbe inoltre il permesso del papa Niccolò IV per incoronare Rodolfo I d'Asburgo.
All'inizio del 1290, Burchard venne forzato dall'ordine ad andare in aiuto ai crociati, assediati ad Acri. Un'armata guidata dal Gran Maestro si recò quindi in Terra Santa. Poco dopo essere giunto in Medio Oriente, Burchard sorprendentemente delegò la propria autorità a quella di Heinrich von Bonlant, Komtur di Sicilia, rassegnandosi dal titolo di gran maestro, e lasciò l'ordine per ragioni sconosciute.
Dopo aver lasciato Acri, Burchard tornò nella nativa Svizzera dove decise di aderire all'Ordine degli Ospitalieri e divenire Komtur di Buchsee. Egli morì nel 1310, ma la data della sua morte è ancora oggi incerta.